# Prendi gli occhiali e scappa
Prendi gli occhiali e scappa (Dream a Little Dream 2), è un film del 1995 diretto da James Lemmo, seguito di Un piccolo sogno (1989).

## Trama
Bobby Keller e Dinger trovano un paio di occhiali apparentemente normali, ma che hanno in realtà la capacità di manipolare le menti delle persone che li osservano, facendoli obbedire a coloro che li indossano. Gli occhiali sono tuttavia parte di un costoso esperimento, e i loro creatori desiderano ritornarne in possesso...

## Distribuzione
Negli Stati Uniti, la pellicola è stata distribuita a partire dal 21 febbraio 1995 dalla Columbia Tristar.